# VW Passat B9
Der VW Passat B9 ist die neunte Generation des Mittelklasse-Pkw Passat von Volkswagen. Davon abweichend wird gelegentlich auch die obere Mittelklasse genannt. Vorgestellt wurde der Passat Ende August 2023; die Öffentlichkeitspremiere erfolgte Anfang September 2023 auf der IAA in München. Die Markteinführung war im Februar 2024.
Der Passat ist weitgehend mit dem Škoda Superb IV identisch, Front, Heck und Interieur sind unterschiedlich. Beide werden auch auf demselben Fließband gefertigt.

## Modellgeschichte

### Allgemeines
Der nun knapp 4,92 m lange Passat basiert weiterhin auf dem Modularen Querbaukasten (MQB+) und wird nur noch als Variant angeboten. Die Produktion wurde vom Werk Emden nach Bratislava verlagert. Fortan wird in Emden der elektrisch angetriebene ID.7 gefertigt, auch wurde die Entwicklungskompetenz für den B9 maßgeblich an Škoda Auto abgegeben. In China gibt es mit dem bei SAIC Volkswagen gefertigten Passat Pro allerdings noch eine Limousine. Sie wurde im August 2024 auf der Chengdu Auto Show vorgestellt und ist über fünf Meter lang.
Im Vergleich zum Vorgängermodell ist die Basisausstattung erweitert worden, u. a. um Klimaautomatik und Abstandstempomat.

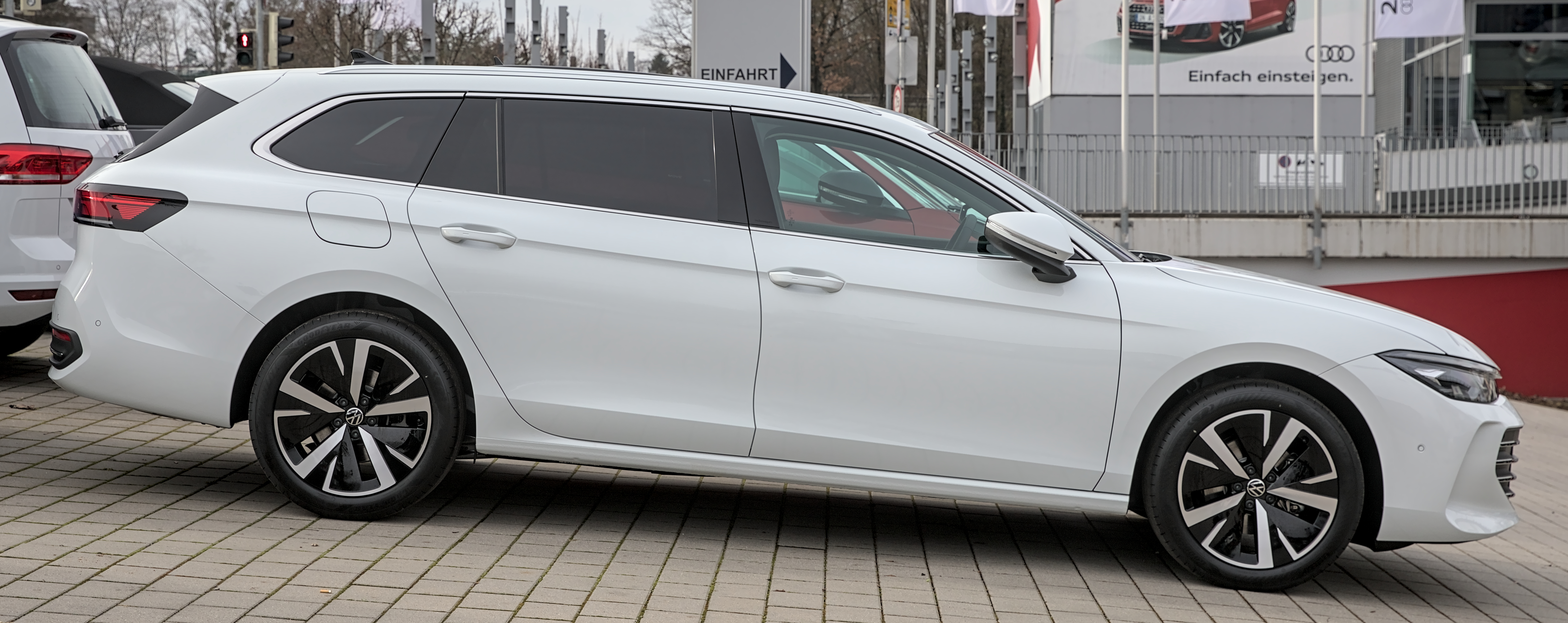
Seitenansicht
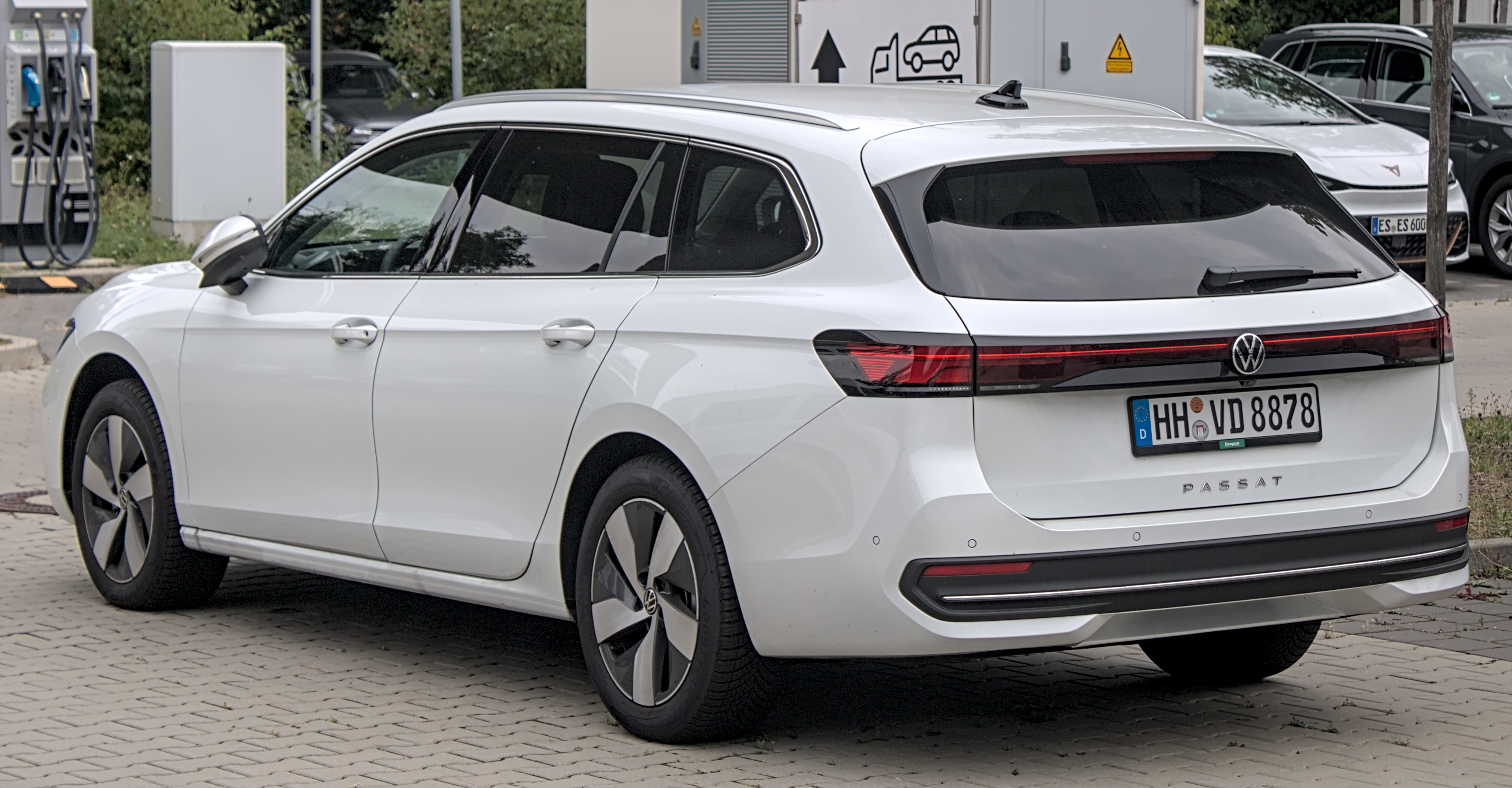
Heckansicht
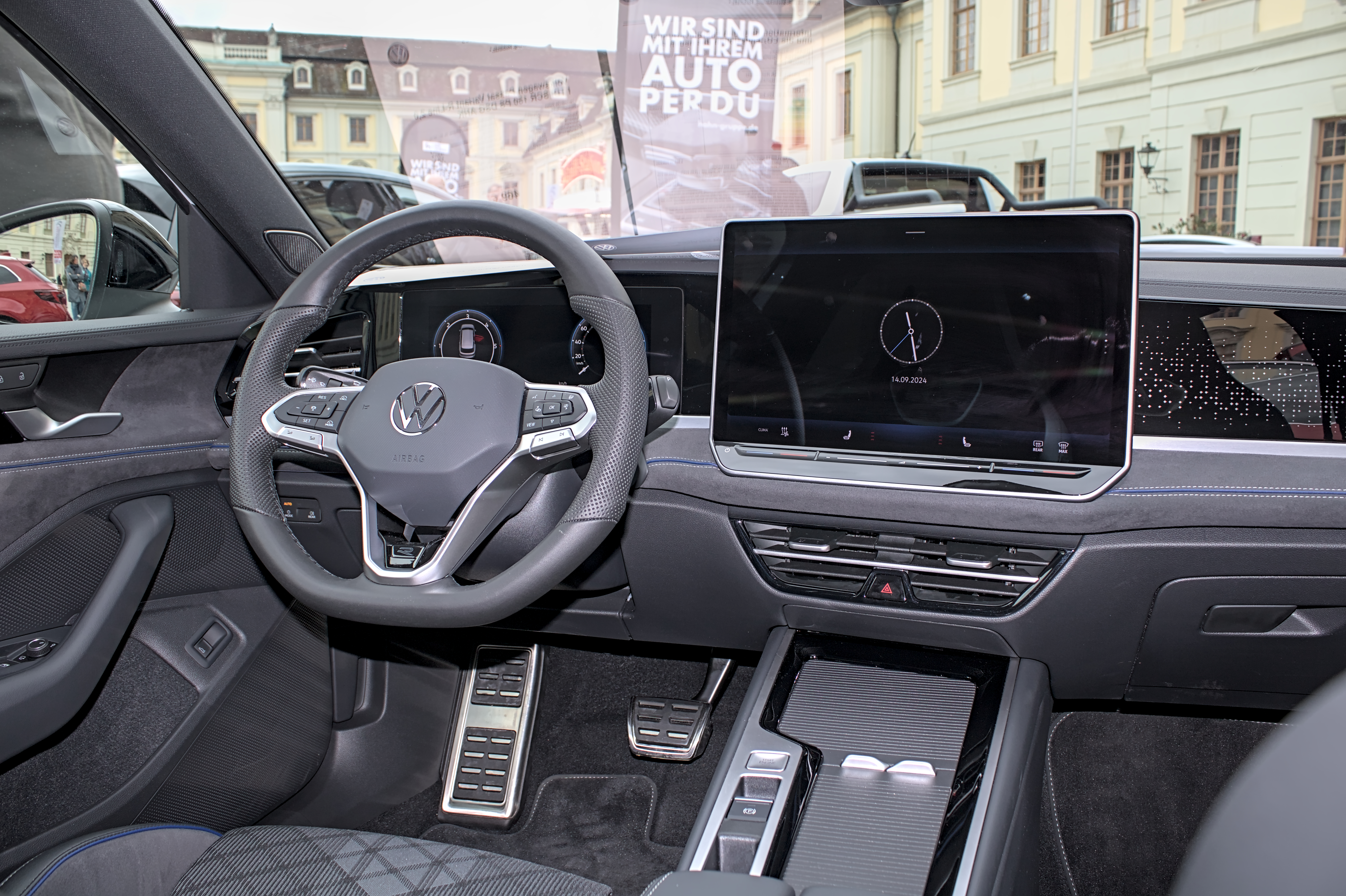
Interieur
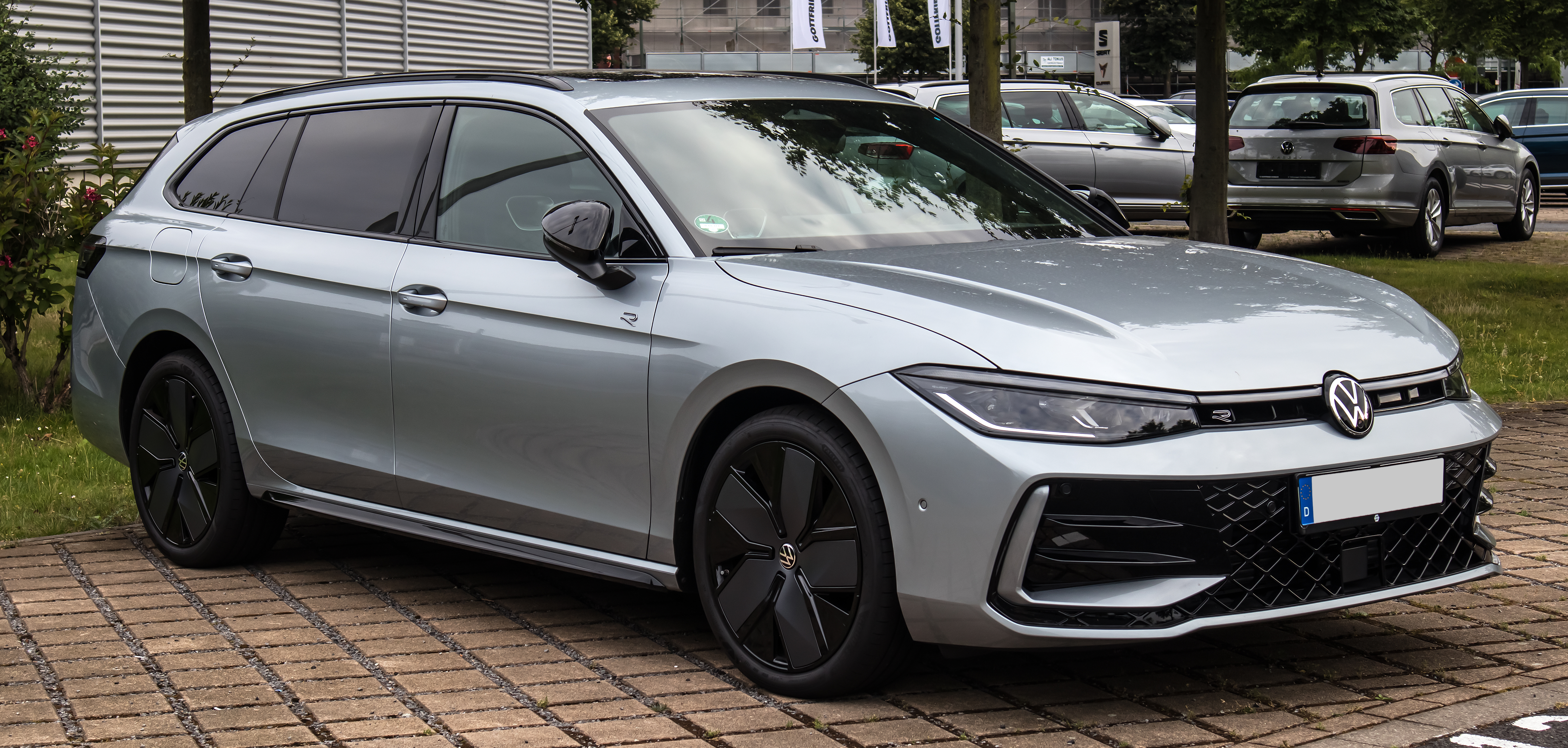
VW Passat Variant B9 R-Line (seit 2024)
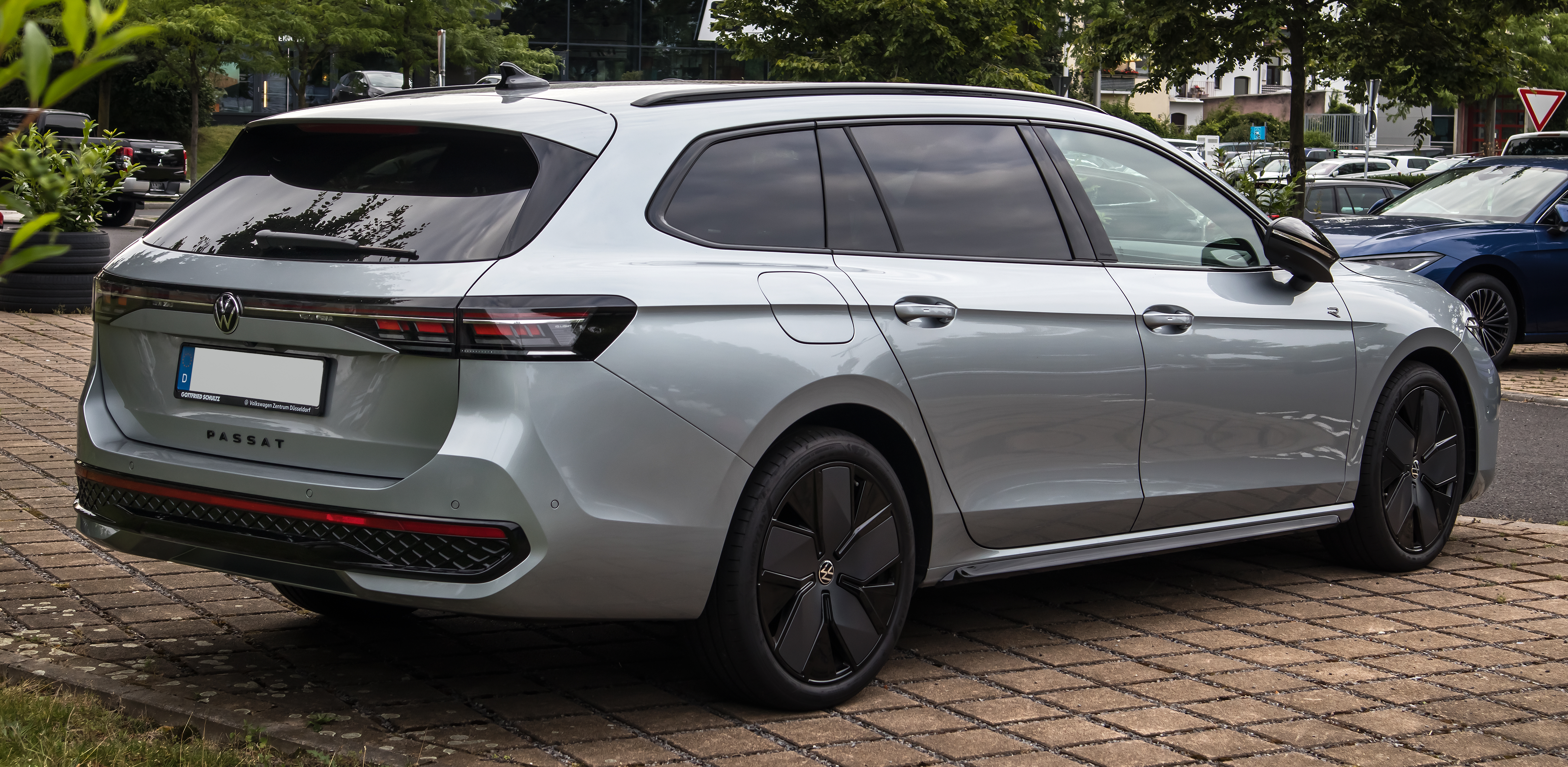
Heckansicht

## Sicherheit
Im Juli 2024 wurde der Passat B9 vom Euro NCAP auf die Fahrzeugsicherheit getestet. Er erhielt fünf von fünf möglichen Sternen.

## Technik
Vom Längenzuwachs von 14,4 cm gegenüber dem Vorgängermodell entfallen fünf Zentimeter auf den Radstand; er beträgt nun 2,84 m. Der Kofferraum fasst mit 690 l nun 40 l mehr als beim Vorgänger; nach Umklappen der Rückbank sind es bis zu 1920 l. Der cw-Wert wurde von 0,31 auf 0,25 verbessert. Erreicht wurde dies u. a. durch eine Kühler-Jalousie und einen Dachkantenspoiler.
Im Passat B9 werden ausschließlich Reihenvierzylinder-Turbomotoren mit Doppelkupplungsgetriebe als automatisierte Schaltgetriebe eingebaut. Diese werden nicht mehr auf der Mittelkonsole, sondern über einen Lenkstockhebel bedient.
Die Räder sind 16 bis 19 Zoll groß. Hinten hat der Passat eine Vierlenkerachse. Auf Wunsch sind variable Zwei-Ventil-Dämpfer, bei denen Zug- und Druckstufe getrennt geregelt werden, erhältlich (DCC Pro); die Dämpfer können bis zu 1000 Mal pro Sekunde auf Vertikalbewegungen und damit auf die Fahrsituation reagieren; auch im Comfort-Fahrprogramm können sich die Dämpfer verhärten.
Es wird der Modulare Infotainment-Baukasten eingesetzt.

### Technische Daten

#### Ottomotoren
|                                             | 1.5 eTSI ACT                                         | 2.0 TSI                                              | 2.0 TSI 4Motion                                      |
| ------------------------------------------- | ---------------------------------------------------- | ---------------------------------------------------- | ---------------------------------------------------- |
| Bauzeitraum                                 | seit 11/2023                                         | ab 01/2026                                           | seit 04/2024                                         |
| Motorbaureihe                               | VW EA 211 evo2                                       | VW EA888                                             | VW EA888                                             |
| Motortyp, Zylinder/Ventile                  | R4/16-Ottomotor, Turbolader, Direkteinspritzung, OPF | R4/16-Ottomotor, Turbolader, Direkteinspritzung, OPF | R4/16-Ottomotor, Turbolader, Direkteinspritzung, OPF |
| Hubraum                                     | 1498 cm³                                             | 1984 cm³                                             | 1984 cm³                                             |
| max. Leistung bei min−1                     | 110 kW (150 PS) / 5000                               | 150 kW (204 PS) / 5000                               | 195 kW (265 PS) / 5000                               |
| max. Drehmoment bei min−1                   | 250 Nm/1500–3500                                     | 320 Nm/1500                                          | 400 Nm/1650–4350                                     |
| Antriebsart                                 | Vorderradantrieb                                     | Vorderradantrieb                                     | Allradantrieb                                        |
| Getriebe, serienmäßig                       | 7-Gang-DSG                                           | 7-Gang-DSG                                           | 7-Gang-DSG                                           |
| Leergewicht                                 | 1572 kg                                              |                                                      | 1762 kg                                              |
| maximale Zuladung                           | 558 kg                                               |                                                      | 538 kg                                               |
| Beschleunigung 0–100 km/h                   | 9,3 s                                                | 7,5 s                                                | 5,8 s                                                |
| Höchstgeschwindigkeit                       | 222 km/h                                             | 232 km/h                                             | 250 km/h                                             |
| Kraftstoffverbrauch auf 100 km (kombiniert) | 5,4 l Super                                          |                                                      | 8,0 l Super                                          |
| CO2-Emission                                | 123 g/km                                             |                                                      | 182 g/km                                             |
| Abgasnorm                                   | Euro 6e (EA)                                         | Euro 6e (EA)                                         | Euro 6e (EA)                                         |

#### Plug-in-Hybride
| Bauzeitraum                                   | seit 03/2024                                                          | seit 03/2024                                                          |                                                                       |                                                                       |
| Motorbaureihe                                 | VW EA 211 evo2                                                        | VW EA 211 evo2                                                        |                                                                       |                                                                       |
| Motortyp, Zylinder/Ventile                    | R4/16-Ottomotor, Turbolader, Direkteinspritzung, OPF und Elektromotor | R4/16-Ottomotor, Turbolader, Direkteinspritzung, OPF und Elektromotor | R4/16-Ottomotor, Turbolader, Direkteinspritzung, OPF und Elektromotor | R4/16-Ottomotor, Turbolader, Direkteinspritzung, OPF und Elektromotor |
| Hubraum                                       | 1498 cm³                                                              | 1498 cm³                                                              |                                                                       |                                                                       |
| max. Leistung bei min−1 (Verbrennungsmotor)   | 110 kW (150 PS) / 5500                                                | 130 kW (177 PS) / 5500                                                |                                                                       |                                                                       |
| max. Leistung (Elektromotor)                  | 85 kW (115 PS)                                                        | 85 kW (115 PS)                                                        |                                                                       |                                                                       |
| max. Systemleistung                           | 150 kW (204 PS)                                                       | 200 kW (272 PS)                                                       |                                                                       |                                                                       |
| max. Drehmoment bei min−1 (Verbrennungsmotor) | 250 Nm/1500                                                           | 250 Nm/1500                                                           |                                                                       |                                                                       |
| max. Drehmoment (Elektromotor)                | 330 Nm                                                                | 330 Nm                                                                |                                                                       |                                                                       |
| max. Systemdrehmoment                         | 350 Nm                                                                | 400 Nm                                                                |                                                                       |                                                                       |
| Antriebsart                                   | Vorderradantrieb                                                      | Vorderradantrieb                                                      |                                                                       |                                                                       |
| Getriebe, serienmäßig                         | 6-Gang-DSG                                                            | 6-Gang-DSG                                                            |                                                                       |                                                                       |
| Leergewicht                                   | 1838 kg                                                               | 1855 kg                                                               |                                                                       |                                                                       |
| maximale Zuladung                             | 512 kg                                                                | 505 kg                                                                |                                                                       |                                                                       |
| Beschleunigung 0–100 km/h                     | 8,0 s                                                                 | 7,1 s                                                                 |                                                                       |                                                                       |
| Höchstgeschwindigkeit                         | 220 km/h                                                              | 225 km/h                                                              |                                                                       |                                                                       |
| Kraftstoffverbrauch auf 100 km (kombiniert)   | 0,4 l Super                                                           | 0,4 l Super                                                           |                                                                       |                                                                       |
| CO2-Emission                                  | 8–9 g/km                                                              | 9–10 g/km                                                             |                                                                       |                                                                       |
| Abgasnorm                                     | Euro 6e (EA)                                                          | Euro 6e (EA)                                                          |                                                                       |                                                                       |

#### Dieselmotoren
|                                             | 2.0 TDI                                                           | 2.0 TDI                                                           | 2.0 TDI 4Motion                                                   |
| ------------------------------------------- | ----------------------------------------------------------------- | ----------------------------------------------------------------- | ----------------------------------------------------------------- |
| Bauzeitraum                                 | seit 03/2024                                                      | seit 11/2023                                                      | seit 03/2024                                                      |
| Motorbaureihe                               | VW EA288 evo                                                      | VW EA288 evo                                                      | VW EA288 evo                                                      |
| Motortyp, Zylinder/Ventile                  | R4/16-Dieselmotor, Turbolader, Common-Rail-Einspritzung, DPF, SCR | R4/16-Dieselmotor, Turbolader, Common-Rail-Einspritzung, DPF, SCR | R4/16-Dieselmotor, Turbolader, Common-Rail-Einspritzung, DPF, SCR |
| Hubraum                                     | 1968 cm³                                                          | 1968 cm³                                                          | 1968 cm³                                                          |
| max. Leistung bei min−1                     | 90 kW (122 PS) / 2750                                             | 110 kW (150 PS) / 3000                                            | 142 kW (193 PS) / 3400                                            |
| max. Drehmoment bei min−1                   | 320 Nm/1600                                                       | 360 Nm/1600–2750                                                  | 400 Nm/1750–3250                                                  |
| Antriebsart                                 | Vorderradantrieb                                                  | Vorderradantrieb                                                  | Allradantrieb                                                     |
| Getriebe, serienmäßig                       | 7-Gang-DSG                                                        | 7-Gang-DSG                                                        | 7-Gang-DSG                                                        |
| Leergewicht                                 | 1668 kg                                                           | 1678 kg                                                           | 1763 kg                                                           |
| maximale Zuladung                           | 572 kg                                                            | 562 kg                                                            | 557 kg                                                            |
| Beschleunigung 0–100 km/h                   | 10,9 s                                                            | 9,3 s                                                             | 7,6 s                                                             |
| Höchstgeschwindigkeit                       | 211 km/h                                                          | 223 km/h                                                          | 232 km/h                                                          |
| Kraftstoffverbrauch auf 100 km (kombiniert) | 4,9 l Diesel                                                      | 4,9–5,1 l Diesel                                                  | 5,7–5,8 l Diesel                                                  |
| CO2-Emission                                | 129 g/km                                                          | 129–135 g/km                                                      | 149–152 g/km                                                      |
| Abgasnorm                                   | Euro 6e (EA)                                                      | Euro 6e (EA)                                                      | Euro 6e (EA)                                                      |